# Isachne chevalieri
Isachne chevalieri är en gräsart som beskrevs av Aimée Antoinette Camus. Isachne chevalieri ingår i släktet Isachne och familjen gräs. Inga underarter finns listade i Catalogue of Life.